# Distretto di Marmaris
Il distretto di Marmaris (in turco Marmaris ilçesi) è uno dei distretti della provincia di Muğla, in Turchia.